# Fleuryi Szent Abbo
Fleury-i Szent Abbo (latinul: Abbo Floriacensis, franciául: Abbon), (940/945 k. – 1004. november 13.) szerzetes, majd apát a bencés-rendi Fleury sur Loire (ma: Saint-Benoît-sur-Loire) kolostorban.

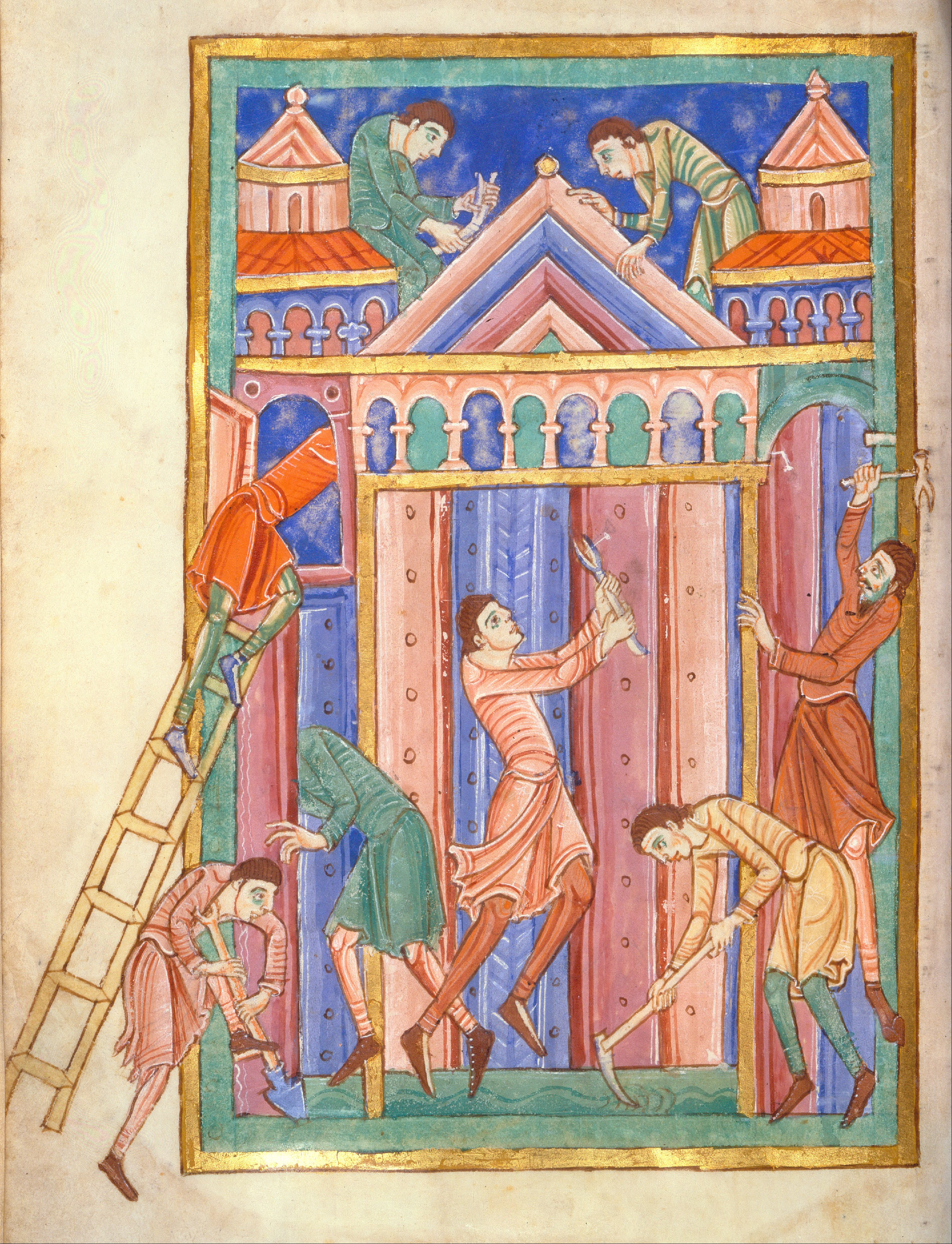
Abbo de Fleury és Osbert Clare

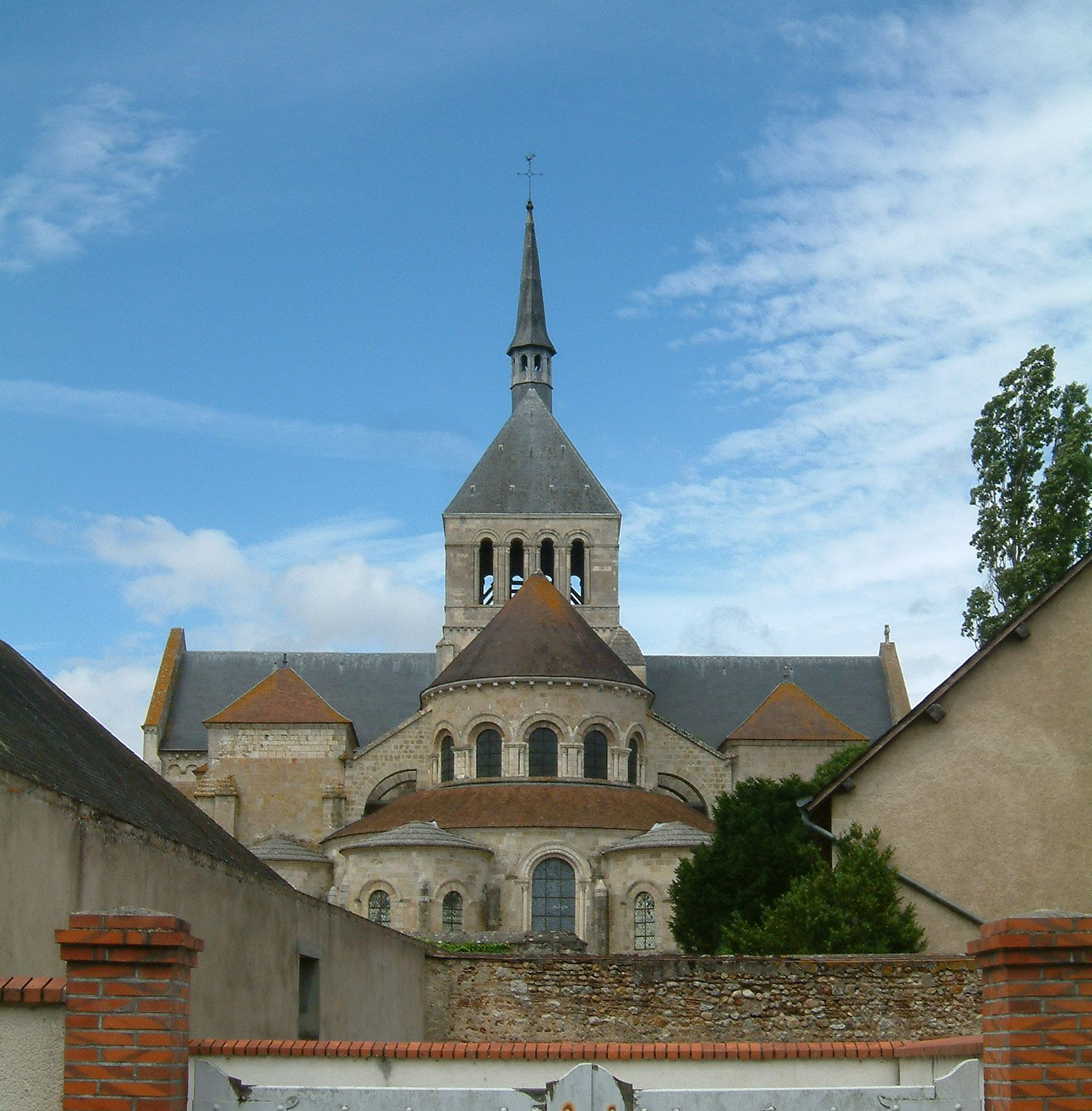
Fleury kolostora ma (Abbeye de Saint-Benoît-sur-Loire)

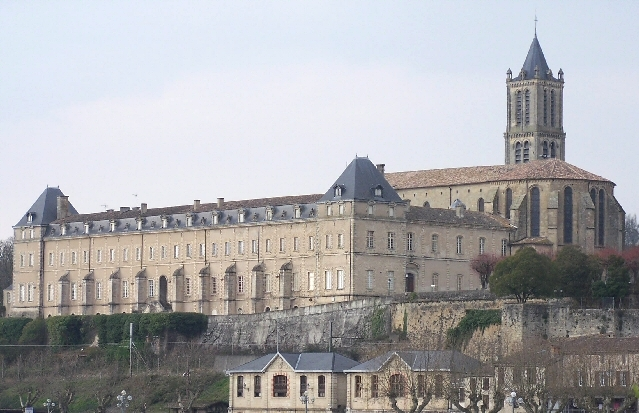
Lareole kolostora ma

## Élete
Orléans mellett született, Párizsban és Reimsben filozófiát, matematikát és csillagászatot tanult. 986–987-ben Angliában, az akkoriban alapított Ramsey kolostorában élt, ahol segédkezett Oswald yorki érseknek a monasztikus fegyelem helyreállításában.
988-ban visszatért Fleury-be, ahol Oibold halála után apáttá választották. Azonban egyes szerzetesek megszerezték a király, Capet Hugó és Orléans püspökének támogatását, és megkérdőjelezték a választás eredményét. Abbo azonban kiállt a kolostoroknak a püspököktől való függetlensége mellett, a pápaságnak tartva fenn a végső döntést. A kérdést végül Gerbert d'Aurillac, a későbbi II. Szilveszter pápa Abbo javára döntötte el.
Az új apát részt vett korának politikai harcaiban: jelen volt a Reims melletti St. Basolus-ban tartott zsinaton 991-ben, amely felségsértés miatt letette hivatalából az Abbo által védett Arnulfot, a reimsi érseket. Abbo itt is azzal érvelt, hogy az egyházi kérdésekben a végső döntés a pápára tartozik. Még 991-ben megírta "Sermo Apologeticus ad Hugonem et Rodbertum Reges" című művét, hogy megvédje a király előtt a zsinati álláspontját. Ebben fejtette ki a társadalom három rendjéről szóló híres elméletét. Ennek értelmében a társadalom három rendre tagolódik: oratores, bellatores, laboratores. Azaz imádkozókra, harcosokra, és dolgozókra. E hármas felosztású társadalomban az egyházi rendet (lat. oratores) illeti az elsőbbség. Ezt az elméletet propagálta később Adalberon de Laon is.
A pápasággal való jó kapcsolatai miatt 996-ban a frissen trónra lépő II. Róbert francia király (Jámbor Róbert) király Rómába küldte, hogy közbenjárjon egy kilátásba helyezett pápai tilalom ügyében, mely Róbert és Bertha házasságát fenyegette. Rómába menet találkozott a XVI. János ellenpápa által elűzött V. Gergely pápával, akivel hamarosan összebarátkozott. Abbo a királyi kérést teljesítését nem tudta elérni, azt viszont elérte, hogy Arnulf visszatérhessen Reims érseki székébe.
Abbo nagy szerepet játszott az 1000. év közeledtével elharapódzó világvége-várás miatt kialakult pánik lecsillapításában.
1004-ben Abbo megpróbálta a szerzetesi szabályokat helyreállítani a La Reole-ban (Gascogne) található kolostorban. Ebből a célból Fleury-ből szerzeteseket is hozatott La Reole-ba. A helyi szerzetesek azonban ellenálltak a reformtörekvéseinek. Abbot békítési kísérletei közben oldalba döfték egy lándzsával. Az apát még vissza tudott mászni a cellájába, ahol azonban híve Aimoin karjaiban meghalt. A sírjánál történt csodák miatt hamarosan szentként kezdték el tisztelni, noha Róma nem kanonizálta. Egyházi ünnepe november 13.

## Művei
Még Angliában megírta Szent Edmund mártíromságának történetét, illetve egy latin nyelvtant az ottani diákjai számára. Három költeményt írt Szent Dunstanról. Fennmaradt továbbá egy húsvét-számítási kézikönyve, egy kivonata a római pápák életéről Epitome de XCI Romanorum Pontificum Vitis címen, egy Collectio Canonum című egyházjogi gyűjtemény, magyarázatokkal, valamint más, vitatott témákat tisztázó levelei
980 és 985 között kommentárt írt Aquitaniai Victorinus Calculus című művéhez. Ebben tanújelét adta széles körű műveltségének: érveit nyelvtani, logikai és kozmológiai ismereteivel támasztotta alá, és az egész kommentárt a Teremtés teológiájának összefüggésébe helyezte el.
Műveinek jelentős része megtalálható a Patrologia Latina (CXXXIX, 375-582) gyűjteményben.

## Életrajza
Életrajzát tanítványa Aimoin de Fleury írta meg, melybe beleszerkesztette Abbo levelezését is. Emiatt jelentős forrásul szolgál II. Róbert uralmára, illetve a Pápasággal való kapcsolatára nézve.

## Fordítás
Ez a szócikk részben vagy egészben  az   Abbo of Fleury című angol Wikipédia-szócikk ezen változatának fordításán alapul.  Az eredeti cikk szerkesztőit annak laptörténete sorolja fel. Ez a jelzés csupán a megfogalmazás eredetét és a szerzői jogokat jelzi, nem szolgál a cikkben szereplő információk forrásmegjelöléseként.

## Magyar nyelvű források
- Szántó Konrád: A katolikus egyház története. Budapest: Ecclesia. 1987.  ISBN 9633634814
- Klaniczay Gábor (szerk.): Európa ezer éve: a középkor I-II. Budapest: Osiris. 2005.  ISBN 9633898196